# Petriolo
Petriolo è un comune italiano di 1 808 abitanti della provincia di Macerata nelle Marche.

## Geografia fisica

### Territorio
Incastonato tra la Valle del Fiastra e la Valle del Cremone ad un'altitudine di 271 m s.l.m., Petriolo è situato in una posizione da cui si ha una vista che va dalle vette dei Sibillini ad ovest (con le cime di Pizzo Tre vescovi, Monte Rotondo, Pizzo della Regina, Sibilla, Vettore), ad est il mare Adriatico e a nord il profilo di Macerata. Questa è la cornice di un paesaggio caratteristico nella sua grande varietà, del quale si può godere a pieno affacciandosi da Piazza San Martino: un pullulare di colline, che si addossano l’una su l’altra, sulla cui sommità sorgono paesi caratterizzati dal colore del cotto. Il territorio, una volta ricco di selve, vanta un gran numero di sorgenti, una delle quali di acque sulfuree. Il castello con il suo singolare sviluppo architettonico, il belvedere e la sua collocazione fanno di questo comune un esempio dell'antica Marca Fermana.

### Clima
Il clima di Petriolo è caratteristico dell'area collinare dell'interno delle Marche e presenta sia tratti mediterranei che tratti continentali. L'inverno è solitamente freddo e piovoso; le nebbie sono tutt'altro che infrequenti e le nevicate sono, seppur rare, a volte assai intense e abbondanti. Le maggiori precipitazioni nevose si hanno con irruzioni fredde dai vicini Balcani, ossia da est-nord-est. Ma anche perturbazioni da nord o nord-ovest sono in grado di causare cadute di neve, talvolta cospicue. Pure nel pieno dell'inverno non mancano periodi miti e soleggiati, che associati al garbino possono portare a massime intorno ai + 15 / + 20 °C.

## Origini del nome
Rispetto all'origine del nome della città esistono diverse scuole di pensiero. Alcuni studiosi collegano la ricchezza delle acque con l'origine del nome Petra, legandolo cioè a quelle rocce di arenaria visibili in molte parti del paese. Un'altra ipotesi sostiene che le sorgenti sulfuree presenti in quella parte della collina che digrada verso il fiume Cremone, confine naturale con il comune limitrofo di Mogliano, a causa della loro consistenza un po' oleosa, abbiano fatto parlare di "petrolio" da cui il nome. Tuttavia l'ipotesi più attestata è quella secondo cui il nome sia una deformazione del latino Praetoriolum, ovvero villa del pretore della vicina città di Urbs Salvia.

## Storia

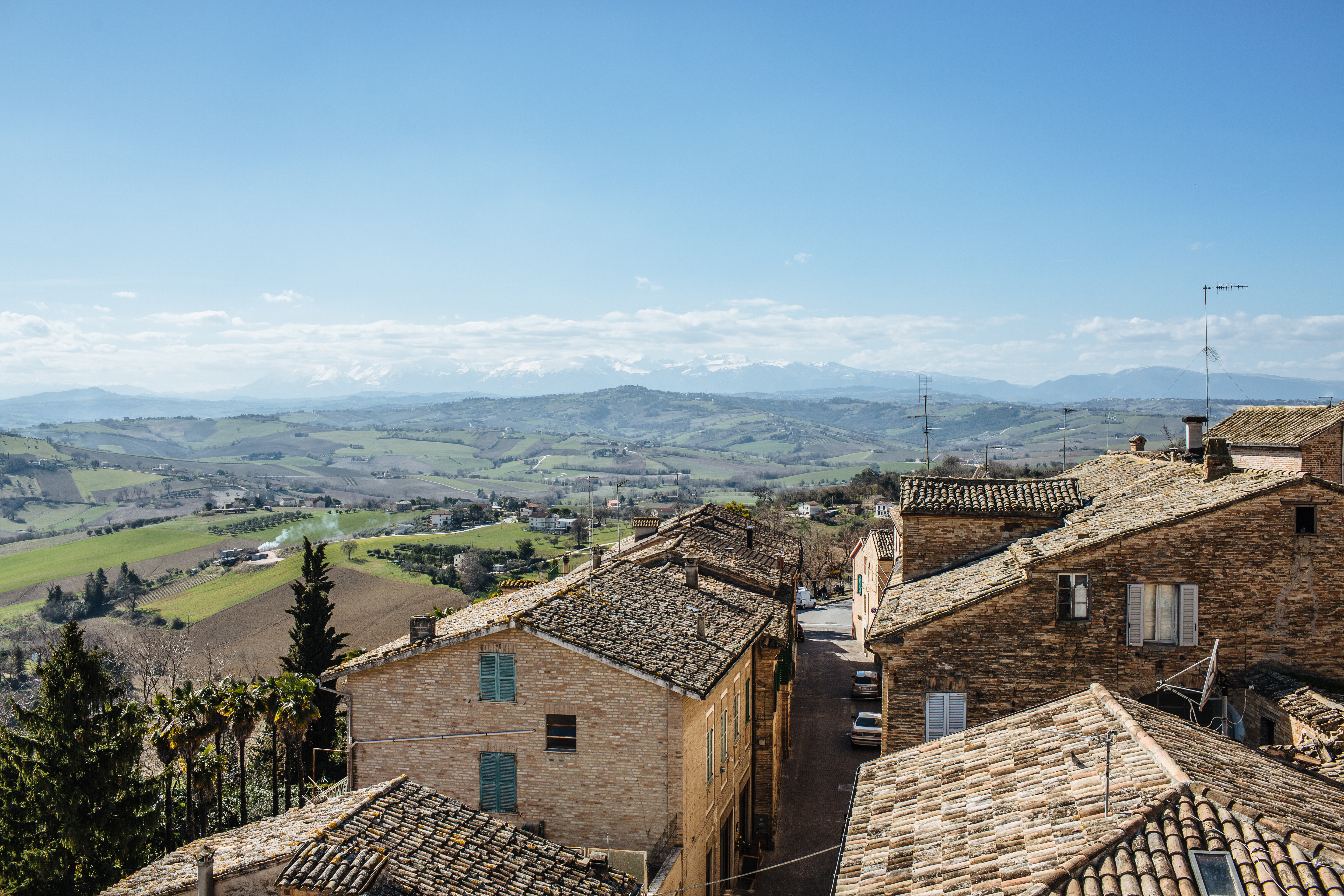
Panorama dal Castello di Petriolo

Grazie a numerosi ritrovamenti di reperti di epoca romana, come epigrafi, monete e un monumento funerario, è possibile affermare con che il territorio dell'antica Petra era al centro di un territorio composto da numerose ville e aziende agricole.
Risale al 957 un documento farfense che prova per la prima volta l’esistenza di un fundo Peturiolo, il termine latino per indicare villaggio. Successivamente fu acquisito dal vescovo di Fermo, che nel 977 lo vendette a un conte Mainardo. Benché non sia possibile risalire alla data esatta dell'edificazione del castello, la sua esistenza è attestata nel 1119. I discendenti di Mainardo, signori di Petriolo, avrebbero assunto in seguito il cognome De’ Nobili. Le generazioni di questa famiglia si succedettero nel dominio del castello per oltre due secoli. Nel 1264 il re Manfredi inflisse un duro colpo a Petriolo e ai suoi signori per essersi schierati contro il partito ghibellino. Il castello fu parzialmente distrutto e annesso a Monte dell'Olmo (Corridonia). Nel 1341 il castello fu venduto alla città di Fermo e la signoria fermana durò fino al 1808 con l'avvento del Regno d'Italia sotto l'imperatore Napoleone Bonaparte. Con la restaurazione pontificia del 1815 Petriolo passa sotto la Delegazione apostolica di Macerata, quindi a seguito dell'Unità d'Italia, nel 1861 diventa uno dei 57 comuni della provincia di Macerata.
Nel 1942 durante la seconda guerra mondiale fu collocato un campo di internamento femminile presso la villa Savini Catalani in località Castelletta .

## Monumenti e luoghi d'interesse

### Il castello

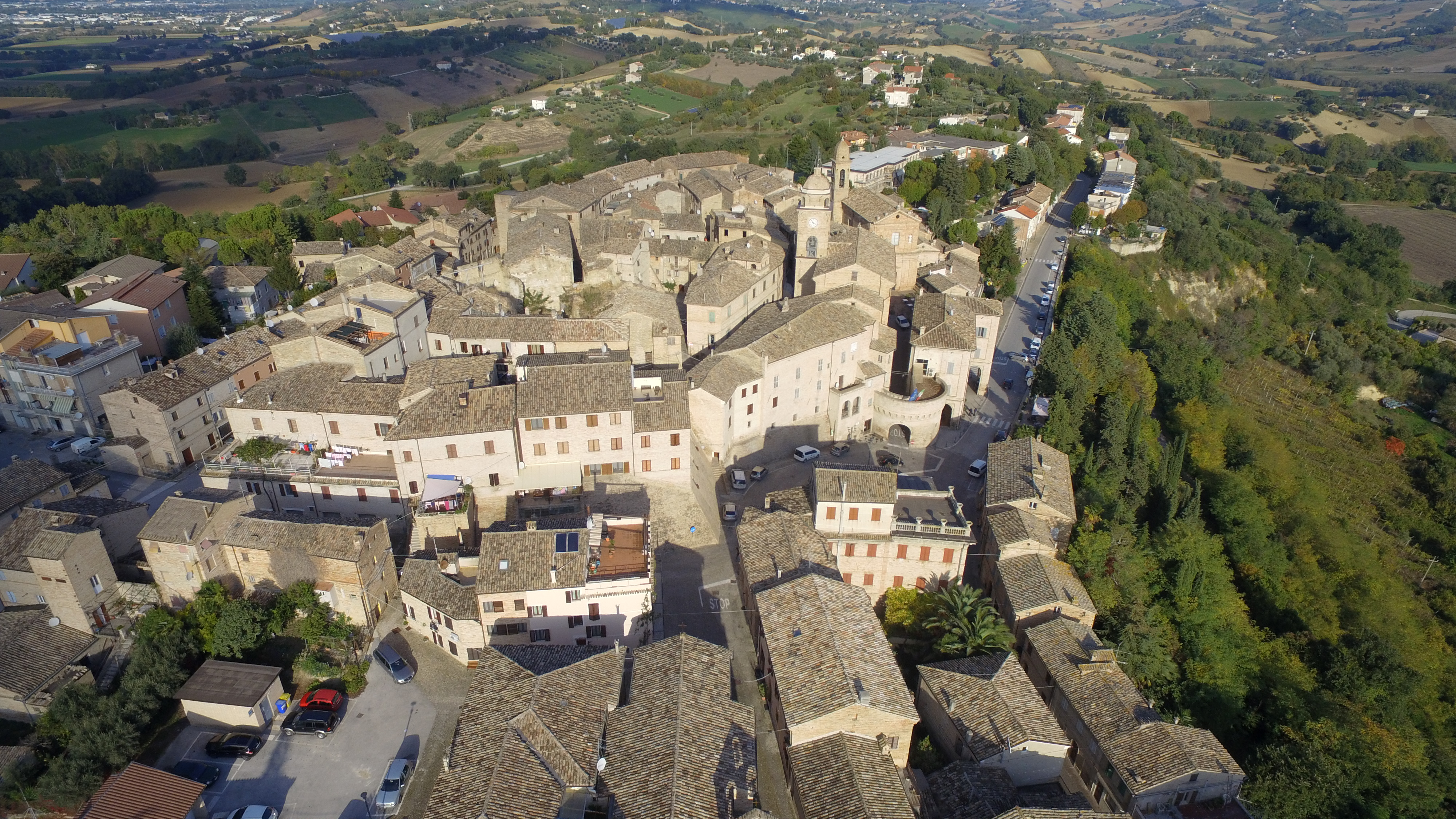
Veduta del Castello

Vista la vicinanza dell’antica Urbs Salvia, circa 5 km, si può pensare che un influente cittadino, civile o militare che sia, costruì la sua villa o il suo praetoriolum, da cui deriverebbe l’attuale nome Petriolo. L’antico castello fu costruito probabilmente dai monaci benedettini farfensi sulle sue rovine. Dai documenti risalenti all’anno 1000, l’attuale territorio di Petriolo era allora proprietà del vescovo di Fermo, che lo aveva ricevuto da un certo Butto o Buttolo, che, a sua volta acquisito, o forse, con più probabilità, usurpato ai monaci benedettini, grandi proprietari terrieri, in quel periodo in piena crisi a causa di discordie interne. Nel 1070 il vescovo di Fermo lo vendette, (assieme a parte dei suoi possedimenti) ad un ricco signore della zona, Grimaldo, figlio di Attone dei Nobili Della Marca: è a lui che si attribuisce la fondazione del castello di Petriolo. Nel 1264 Manfredi di Svevia, irritato dal tradimento dei figli di Gentile de Nobili di Petriolo, che non ne volevano sapere di restare ghibellini, ordinò la distruzione del castello e la deportazione dei suoi abitanti nella vicina Montolmo, fatto che, per motivi ancora ignoti, non accadde. Non a caso il Castello fu costruito in questa posizione.

### Il torrione (Porta Rondella)

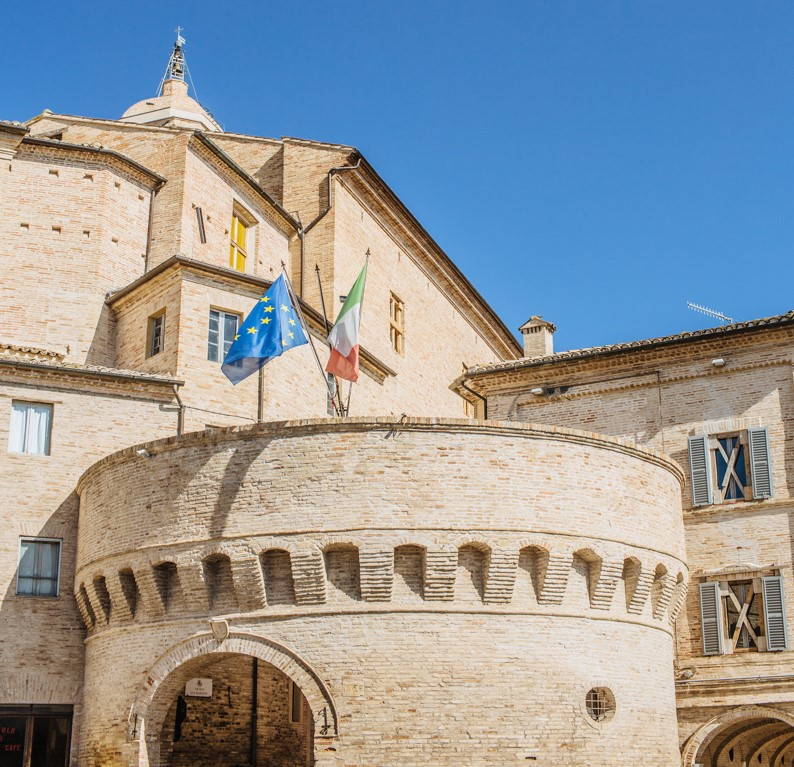
Porta Rondella

Il torrione (o Porta Rondella) di forma semicircolare, fu realizzato all’inizio del 1500 (probabilmente fra il 1526 e il 1529), in sostituzione di una preesistente porta che chiudeva la cinta muraria più ad est; in origine, si entrava nel borgo tramite un’apertura a pieno sesto, odiernamente murata ma della quale è ben visibile l’arco in pietra sulla cui sommità è incastonata una formella che riporta la scritta “ FIRMI-PETRIOLUM” collocata sopra due stemmi affiancati. Sotto a questi si legge la data 1529; essa potrebbe non indicare l’anno di costruzione della struttura difensiva, ma quello del ritorno del castello sotto il dominio di Fermo. Il torrione è coronato da beccatelli ciechi, che sostenendo la parte terminale, si allargano per chiudersi creando una leggera cornice al contrasto chiaroscurale. Recenti studi ipotizzano che il torrione possa essere stato parzialmente interrato e che abbia perso una possibile scarpata e di conseguenza parte della sua imponenza; certo è che la costruzione del palazzo comunale ad esso addossato verso est, avvenuta nel 1782 abbia privato il torrione della copertura e dell’arredo interno.

### La Torre Civica

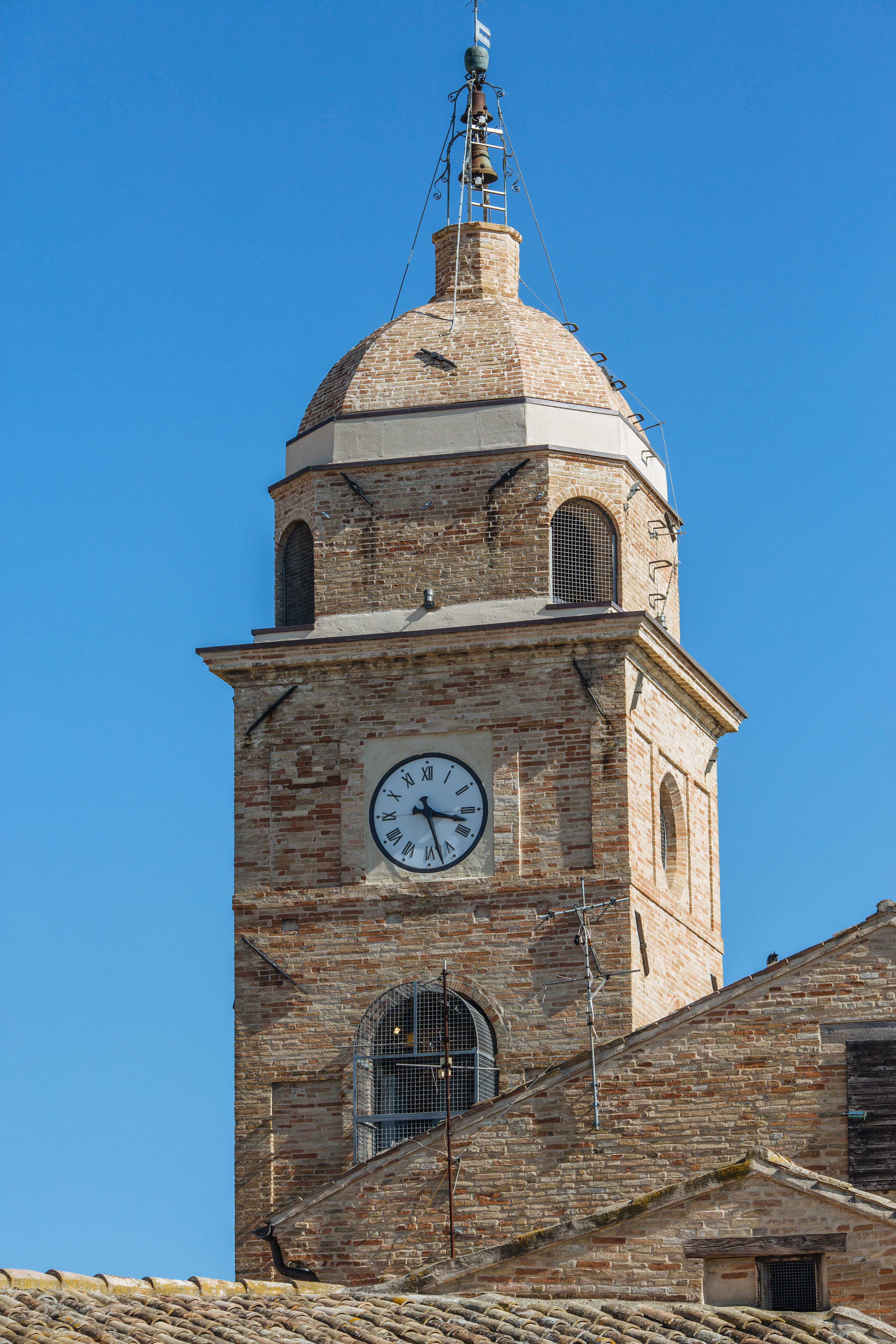
Torre Civica

La Torre Civica (alta circa 35 metri) sorge a ridosso dell'attuale chiesa parrocchiale dei Santi Martino e Marco. Non si conosce con precisione l’epoca della sua edificazione, che il conte Giuseppe Sabbioni (1789-1874), autore di una pregevole pubblicazione sulla storia di Petriolo, dice antichissima. Nei tempi più remoti al piano terra di questa torre civica, in un locale che si può ammirare tuttora, coperto da un’antica volta a crociera, era collocata la sacrestia della chiesa cinquecentesca, di cui la torre ospitava anche la campana a fianco di quella della comunità, il cui suono doveva essere avvertito nitidamente per il paese e suo intero territorio. Nel 1575 furono necessari radicali interventi di restauro ad opera di maestri longobardi, compensati dalla Comunità con la somma di 40 fiorini. Altre notizie riferite ai restauri necessari periodicamente per mantenere funzionale la torre si hanno nel corso di tutto il XVIII secolo, fino a quello del 1793, su perizia dell’architetto comasco Pietro Augustoni (1741-1815). La torre civica aveva anche l’importante funzione di ospitare l’orologio pubblico, le cui origini risalgono a prima dell’anno 1623, anno in cui il pubblico consiglio discusse la proposta di eleggere il moderatore del “nuovo orologio”. Era infatti compito del moderatore, eletto annualmente, occuparsi di mantenere l’efficienza e la precisione del meccanismo dell’orologio. L’orologio era di fondamentale importanza, dai registri degli atti consiliari del XVIII secolo emerge che era oggetto delle cure e delle attenzioni degli amministratori dell’epoca.
Ultimo in ordine di tempo, l’orologio a carica manuale realizzato nel 1912 dalla Fabbrica di Orologi Cesare Fontana di Milano e restato in funzione fino al 1997, anno in cui fu sostituito da un nuovo modello di tipo elettronico.

### Il teatro
Tutti i paesi della provincia di Macerata, anche i più piccoli, hanno il loro teatro antico. A Petriolo l'attuale teatro è caratterizzato da uno stile moderno. Recentemente esso è stato restaurato e dotato di sistemi di sicurezza.
Presso l'archivio di Stato di Macerata, nel fondo di Petriolo la dott.ssa. Laura Vissani ha trovato un documento, il quale dimostra che nel 1737 esisteva già un teatro a Petriolo, di proprietà di Benedetti, il cui acquisto veniva proposto al Consiglio del Comune.

### Il mulino

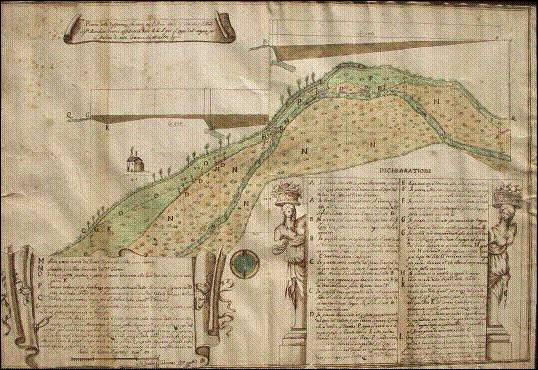
Mappa firmata da Giulio Caradonna rappresentante il capovallato per il mulino, per la causa tra il Marchese Gaucci, affittuario della Rev. Camera Apostolica per il vallato e la comunità di Petriolo

Esso costituiva una realtà molto importante, in quanto era fonte di vita per il paese. È riportato in una bellissima pianta conservata presso il Comune e datata 1782. Nella descrizione riporta il percorso del vallato verso il mulino storico, rappresentato dalla casetta all'estrema sinistra e, come particolare ingrandito.
Il vallato permetteva di prelevare l'acqua dal Fiastra in prossimità dell'Abbadia e di convogliarla al mulino per azionare le macine. Grande cura era riservata sia al vallato che al mulino perché da queste realtà dipendeva la vita della comunità. Gli argini erano continuamente monitorati e le paratie presenti lungo il percorso del vallato permettevano di regolare il flusso dell'acqua in modo da non danneggiare gli argini. Dopo l'inizio dell'era dell'energia elettrica il vallato è caduto in disuso ed è stato riassorbito dai terreni adiacenti. Resta solo un piccolo manufatto: un piccolo ponte che permetteva all'acqua del vallato di scavalcare il fosso di Rio che scorreva perpendicolarmente. Il ponte era corredato di sponde che agli inizi del 900 sono state smontate.
Esiste un Istromento, nell'archivio comunale, rogato alla fine del ‘700 con il quale il Comune di Petriolo (in difficoltà economiche) cede in enfiteusi per tre generazioni “mascoline” al Conte Sabbioni di Fermo tutte le terre, tranne il vallato ed il mulino. Inoltre limita i diritti sulle selve, che servivano ai petriolesi per approvvigionarsi di legna, da dare ai fornai per poter cuocere il pane. Il mulino in figura esiste ancora ed è rimasto cristallizzato ai primi del ‘900, quando era ancora in funzione.

### Il sacrario dei caduti

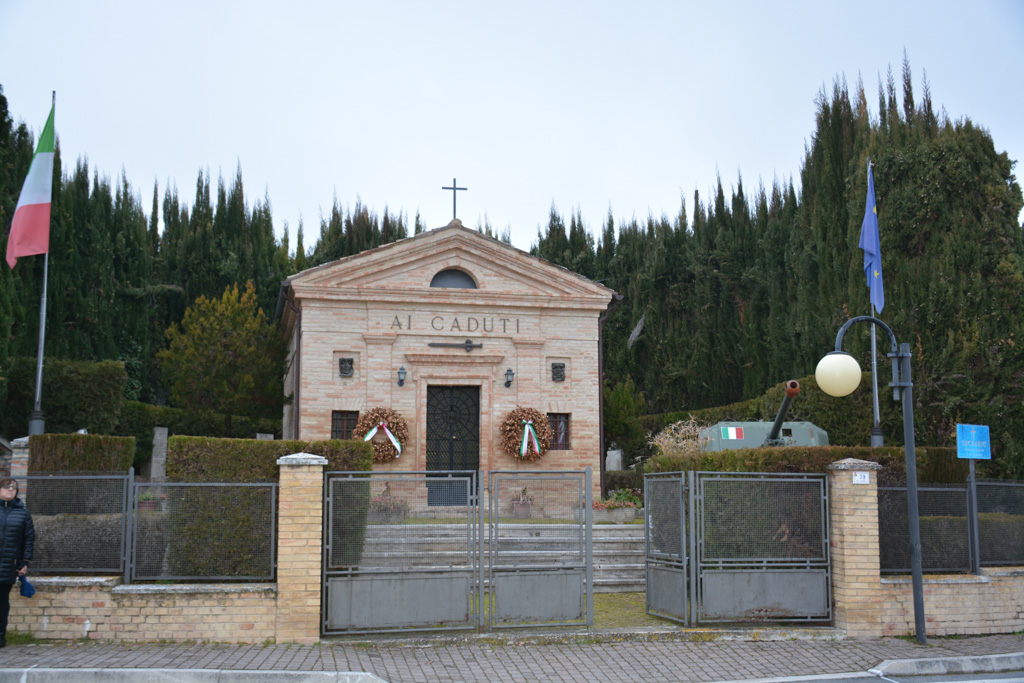
Sacrario dei caduti, Petriolo

Il tributo di sangue che Petriolo ha pagato nelle due guerre mondiali è stato onorato edificando un luogo di culto, dove sono raccolte le spoglie dei soldati caduti. Esso sorge in un luogo “sacro”. Infatti nel ‘700, come è riportato nel catasco settecentesco redatto da Pietro Tartufoli (1732), era ivi ubicata la chiesa del Crocifisso. Questa chiesa fu poi demolita, tanto che Mollari, Ingegnere capo del Dipartimento del Musone dal 1806 alla fine del periodo napoleonico, non ha lasciato traccia di una chiesa nella sua tavola acquerellata che riporta la strada che da Petriolo va verso Montolmo. Successivamente in questa area sorse il Cimitero, di cui Marzio Tamburri, fine disegnatore, ha lasciato il ricordo in uno dei suoi disegni. Questo luogo ha poi conosciuto una nuova trasformazione in quanto il Cimitero è stato spostato nella sede attuale e qui fu eretto il Sacrario per i caduti di tutte le Guerre, per onorare la loro memoria. Una volta che il cimitero fu spostato nell'attuale posizione, quest'area fu utilizzata per la commemorazione dei soldati morti in guerra.

### Il Santuario della Madonna della Misericordia

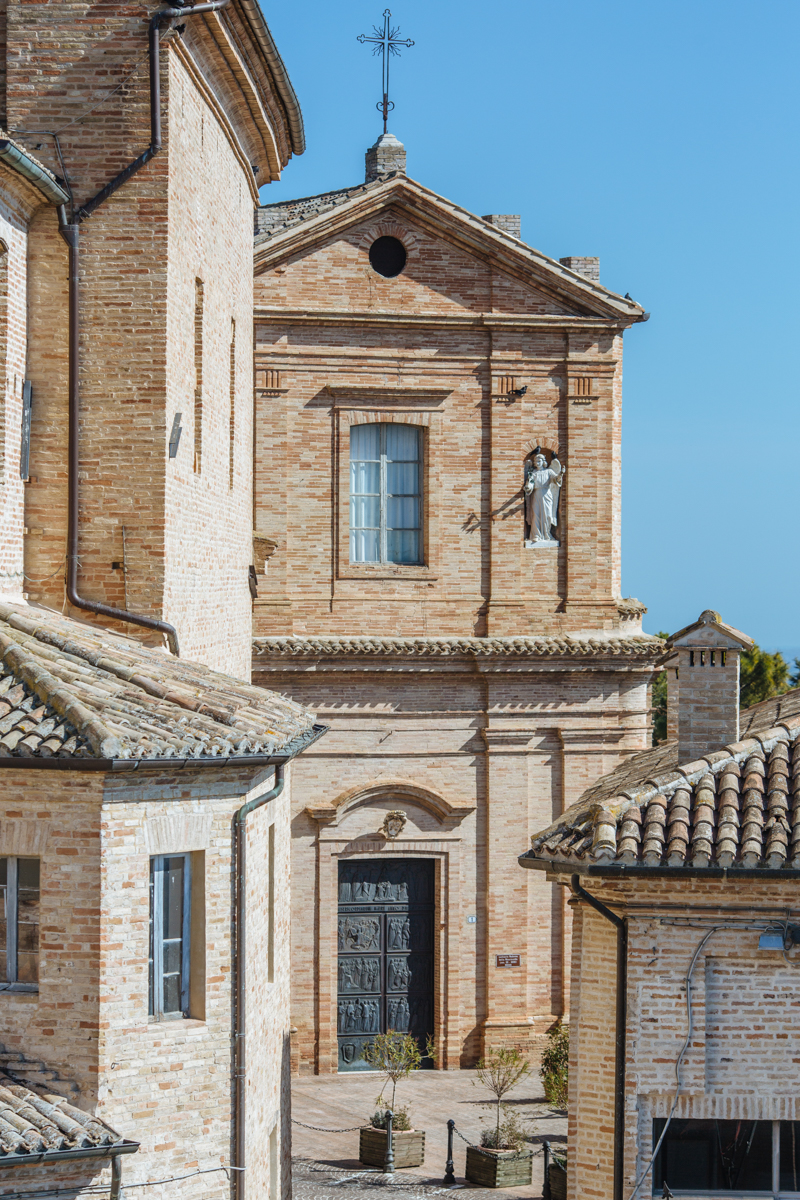
Il Santuario della Madonna della Misericordia

La chiesa della Madonna della Misericordia risale alla fine del XV secolo. Nel 1495 la comunità di Petriolo mandò a Roma, allo scopo di fare donazione di una casa di sua proprietà al Capitolo Lateranense, il sacerdote don Giovanni Sanici da Berlanga della diocesi Oscomense nella Spagna, residente nel castello di Petriolo. Il 5 settembre, sotto il pontificato di papa Alessandro VI, il sacerdote presentava l’istrumento di donazione al Capitolo. L’anno successivo, dopo accordi intercorsi con il Comune, la Confraternita della Misericordia domandava e otteneva l’autorizzazione dell’Arcibasilica romana poter edificare una nuova chiesa in suolo Lateranense, posta tra la chiesa di Santa Maria e San Basso e quella di San Martino. Lo stemma della Basilica Lateranense posto attualmente sopra il portale della Chiesa ne perpetua la memoria. Dalla relazione della visita apostolica di monsignor Maremonti del 23 luglio 1573, è noto che la chiesa della Misericordia era retta e mantenuta dai confratelli della Compagnia dello stesso nome, assistiti da un cappellano che doveva celebrarvi la messa in tutti i giorni festivi, e in altri tre giorni la settimana, mentre il sabato si cantava coralmente l’ufficio in onore della Beata Vergine Maria. Nel 1780 su disegno dell’architetto camerale Pietro Augustoni iniziarono i lavori di ricostruzione di ampliamento della chiesa che fu consacrata solennemente nel 1787. L’impianto fu ridotto ad una sola navata, che venne prolungata di circa sei metri. Le decorazioni a stucco, le cappelle degli altari, le nicchie e le statue furono realizzate dallo scultore di origine lombarda Lorenzo Bernasconi, collaboratore dell’Augustoni, il quale, in seguito, fissò la sua residenza definitivamente a Petriolo. La facciata si divide in tre parti: in alto un ricco cornicione delimita il timpano con occhio centrale; nella zona mediana si sviluppano due coppie di palaste di ordine toscano, in mezzo alle quali si aprono due nicchie con le statue raffiguranti l’Arcangelo Gabriele e l’Annunziata, modellate nel 1951 dall’artista autodidatta Nello Cruciani di Petriolo. Nella zona sottostante si ripetono le coppie delle paraste con capitelli di ordine toscano. Al centro si apre il bel portale di rame sbalzato, opera dello scultore maceratese Sesto Americo Luchetti, benedetto dal Papa Giovanni Paolo II il 22 agosto 1979. Lavori di restauro strutturale e di consolidamento dell’edificio iniziarono nell’aprile del 1920 e furono diretti dall’architetto Giuseppe Rossi di Macerata. A questo periodo risalgono pure le decorazioni pittoriche dei tondi della volta, dei pennacchi e delle pareti della navata, ad opera del pittore pesarese Ciro Pavisa. il 16 ottobre 1921 la chiesa fu riaperta al culto. All'interno del santuario si conserva una pregevole statua in legno policromo raffigurante la Madonna con il bambino (detta localmente della Misericordia), il cui restauro del 1985 ha portato alla luce un'iscrizione sulla base della statua che recita HOC. OPUS. F. MAGISTER. IO. ANTONIUS. AQUILANUS. M.D.XXV., tale scultore sarebbe da identificarsi con Giovanni Antonio (Giannantonio) da Lucoli, attivo a l’Aquila tra il 1508 e il 1537. Secondo la tradizione popolare la prima domenica di settembre dell’anno 1525 la statua lignea della Madonna giunse alla chiesa della Misericordia di Petriolo proveniente dall’Abruzzo, trasportata da un carro trainato da buoi, i quali, arrestatisi dinanzi alla chiesa petriolese, non vollero più proseguire nel tragitto. Il popolo di Petriolo, cogliendo in questo un segno miracoloso del volere della Madonna di voler restare in paese, trasportarono festanti la statua all’interno della chiesa.

### La chiesa dei SS. Marco e Martino
La notizia certa più antica ci viene dal privilegio di papa Gregorio IX che il 20 novembre 1231 all’abate di San Pietro di Ferentillo tutti possedimenti e le pertinenze spettanti all’abbazia. Certo è che l’origine risale ad epoca più remota essendo il santo vescovo di Tours particolarmente venerato dai Longobardi che allo stesso dedicarono numerose chiese nelle varie regioni d’Italia. Essendo la chiesa edificata su suolo lateranense, il Capitolo di San Giovanni in Laterano aveva diritto di confermarvi con una bolla la nomina di ogni nuovo rettore e di farla visitare annualmente da parte di un commissario. La Chiesa venne ricostruita all’inizio del XVI secolo e ultimata nel 1512. Tra il 1776 ed il 1790, grazie alla dedizione e prodigalità del prevosto dell’epoca don Giovanni Francesco Cordella l’edificio sacro venne totalmente riedificato nella forma attuale occupando una superficie molto più estesa del precedente. Venne consacrato nel 1790 da monsignor Martino Cordella, vescovo di Bagnorea, fratello del prevosto, come si legge nella lapide marmorea apposta nella controfacciata. La tela dell’altare maggiore raffigurante i Santi Martino e Marco e sullo sfondo il paese, è l’ultima opera del celebre pittore Luigi Fontana eseguita all’ età di 81 anni dall’artista ormai quasi cieco. Una tradizione paesana ci dice che in quest’ultima opera il Fontana fosse anzi coadiuvato dal giovane sacerdote petriolese don Francesco Fusari (1878-1964).

### Aree naturali

#### Fonte di acque sulfuree
Lungo la provinciale per Mogliano è nota la presenza di una fonte di acque solfuree, attualmente in stato di semi abbandono, segnalata e collegata da una strada imbrecciata. La prima notizia sull'esistenza delle fonti di acque solfuree a Petriolo si ha dal medico elpidiense Andrea Bacci, futuro archiatra del Papa Sisto V, che nel trattato De Thermis, pubblicato nel 1571 registra i Bagni di Petriolo in agro Firmano riconoscendo a quelle acque notevoli qualità terapeutiche, auspicando anche il ripristino delle antiche terme, di cui allora si potevano osservare ancora le antiche vestigia. Dopo la segnalazione del Bacci, per oltre 2 secoli non si hanno più notizie finché agli inizi del 1800 un sacerdote moglianese, don Gaspare Latini, appassionato studioso di scienze naturali e di botanica, percorrendo il territorio del suo paese alla ricerca di erbe medicinali, ebbe la fortuna di rinvenire la sorgente di acque solfuree nelle vicinanze del torrente Cremone, attirando la sua attenzione. Con l’avvento del Regno d’Italia nell’autunno del 1861 il comune di Petriolo partecipa all’Esposizione Italiana di Firenze inviando al comitato locale della Provincia di Macerata un saggio di acqua solforosa con una bottiglia ben chiusa contenente circa ½ litro accompagnandolo con l’opuscolo del Geronzi e una relazione scritta del dottor Andrea Contedini, medico condotto a Petriolo, il quale concludeva la relazione stessa esprimendo la sua soddisfazione per la ripresa delle ricerche di acque curative esistenti nel territorio e purtroppo abbandonate vergognosamente. Si giunge così al 1871-73 quando vengono alla luce le memorie storiche di Petriolo dell’avv. Giuseppe Sabbioni il quale dedica alcune pagine alla sorgente di acque minerali salino-solforose, affermando che “è da qualche tempo che in ogni anno si vede accorrere e stanziarsi in Petriolo, nella stagione dei bagni, una quantità di persone, le quali per mancanza di comodità nel fondo di origine, se la fanno trasportare ogni giorno nella propria abitazione, per l’uso designato loro dai medici: e non è a dire con quale contentezza ne tornino ai propri lari per la felicità dell’ottenuto successo”. Il Sabbioni afferma con sicurezza che l'effettiva riattivazione di questi bagni sarebbe un atto di carità cittadina e peculiarmente una sicura fonte di pubblica e privata ricchezza.
Della sorgente sulfurea se ne torna a parlare nel settembre 1938, quando il Podestà di Petriolo chiede il permesso di eseguire a proprie spese la costruzione di una colonnetta con piccola vasca in muratura a cemento, allo scopo di facilitare alle persone che ne hanno bisogno, di raccogliere senza intorbidamento le acque della sorgente minerale sulfurea.

## Società

### Evoluzione demografica
Abitanti censiti

## Cultura

### Arte

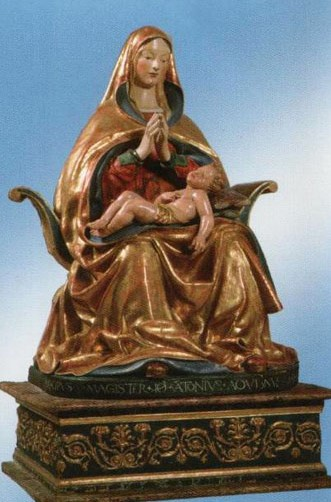
Madonna lignea di Giovanni Aquilano

A differenza di tutti gli altri paesi, Petriolo non ha una piazza importante in cui sorgano il palazzo comunale ed altri edifici pubblici. All’interno delle mura castellane gli spazi sono piccoli ed angusti, e i due larghi che si possono incontrare sono il frutto di una recente distruzione di edifici antichi. Le vie anguste testimoniano sicuramente la trascorsa realtà medievale, ma l’impianto urbanistico ricorda il periodo settecentesco. Se la storia ha distrutto l’antico Castello, esso continua ad esistere nella mente dei suoi abitanti, che non parlano mai di centro storico, come si fa nelle realtà limitrofe, ma parlano di Castello. Questo fatto a volte genera delle incomprensioni con i forestieri, che sentendo parlare di castello immaginano uno dei tanti castelli gentilizi o fortificazione presenti nelle Marche ed invece si trovano in presenza di un abitato caratterizzato da viuzze strette. Nel Settecento l’architetto Pietro Augustoni, operante nel Fermano, ha messo mano alla struttura urbanistica del paese, creando il belvedere di Piazza S. Martino dove si affacciano le Chiese della Madonna della Misericordia e dei Santi Martino e Marco e il Palazzo Comunale, e ristrutturando gli edifici preesistenti. In Via Martello è poi presente la piccola Chiesa del Suffragio. In via de' Nobili esiste un palazzo, che era adibito a granaio dei conti Catalani e che nel piano terra ospita ancora una cantina di vinificazione del vino cotto. La storia ha lasciato a Petriolo numerose opere d'arte. Del V secolo restano due immagini sacre: la Madonna del Soccorso, conservata presso la piccola chiesa del Soccorso; presso la chiesa della Misericordia sono conservate la Madonna lignea di Giovanni Aquilano, il dipinto di Ciro Pavisa, una tela di Andrea De Magistris e una tela di Durante Nobili. Inoltre trovano posto le porte di Sesto Americo Lucchetti, che narrano il miracolo dei buoi. Lo scultore Diego De Minicis avrebbe dovuto realizzare per la chiesa della Misericordia un'opera che raffigurasse la Via Crucis. Sia l'incomprensione tra lo scultore e mons. Manfroni sia la guerra di Russia hanno stroncato questa iniziativa. Lo scultore creò solo tre stazioni, di cui ne restano due, visibili nel Museo Comunale Diego De Minicis.

### Musei
Museo dei legni processionali - Monsignor Marcello Manfroni
Attiguo al Santuario della Madonna della Misericordia sorge anche il Museo dei legni processionali. La Confraternita del SS.mo Sacramento custodisce con estrema cura i tesori contenuti all’interno del santuario. Il Museo, aperto dal dicembre 2001 e dedicato a Monsignor Marcello Manfroni dalla Confraternita del SS.mo Sacramento di Petriolo. Fra 1999 e 2000, sotto la direzione dell’architetto Roberta Luciani, è stato restaurato completamente. L’esposizione si snoda su due piani ed oltre ai legni processionali sono presenti tele, arredi, paramenti sacri, antichi volumi, registri, stampe, mobili e una raccolta di argenti. All’interno della Chiesa spicca la statua lignea della Madonna realizzata da Giovanni Antonio Aquilano nel secolo XVI che fu collocata nel 1525 nella Chiesa di Santa Maria in Piazza (divenuta poi Chiesa della Madonna della Misericordia) in seguito a un evento miracoloso. La statua di scuola abruzzese è posta in una nicchia nell’abside dietro l’altare maggiore. La statua del Bambino, probabilmente perduta durante un incendio documentato nel 1538, venne poi sostituita con l’immagine opera di Giulio Tomassy. I legni risalgono al XVII-XVIII secolo. Dello stesso periodo sono le tele che ritraggono il cardinale Antonio Doria, protettore della comunità di Petriolo, don Felice Silvestrini e don Giovanni Siciliani, illustri ecclesiastici petriolesi. 
Nel museo sono esposte anche altre tele della scuola del Lotto e di autori locali, come un dipinto cinquecentesco raffigurante un Angelo con scapolare della Madonna del Carmelo, e due dipinti in forma di sportelli, dipinti su due facce, con la Annunciata e l'Angelo Annunciante da un lato, e la Natività e un Angelo adorante dall'altro, opere di Durante Nobili, forse con la collaborazione del cognato Giovanni Andrea De Magistris. I quattro dipinti dovevano corredare un'immagine della Vergine che i pannelli con l'Annunciazione affiancavano una volta aperti. Tra gli argenti risalta un pregevole Ostensorio dell’orafo maceratese Domenico Piani (1782). Inoltre, reliquiari, ex voto, sete ricamate, calici, paramenti sacri in seta e oro, croci, fanali e bastoni priorali della Confraternita.
Museo Diego de Minicis
Questo museo è nato dalla volontà congiunta dei nipoti dello scultore e del Comune di Petriolo, allo scopo di conservare ciò che resta della produzione del giovane scultore.
Della sua opera di scultore restano 15 volti, due stazioni della Via Crucis, una Resurrezione, una Crocefissione, il bozzetto del monumento a Filippo Corridoni, il busto del cugino, l'avv. Delio De Minicis , il modellino in legno della tomba del cugino Delio De Minicis (completamente realizzata a Sarnano), il volto angelicato in marmo della figlia di Delio De Minicis, morta prematuramente, che sovrasta la porta d'ingresso alla tomba, il modellino in gesso della tomba della famiglia Savini Brandimarte (mai realizzata), una creta raffigurante un nudo di donna accovacciata, un bassorilievo raffigurante il volto del Duce. Inoltre resta un buon numero di disegni e alcuni dipinti. Parte dei disegni sono degli studi preparatori delle sue opere.

## Economia

### Artigianato
Tra le attività economiche dello scultore e più tradizionali, diffuse e attive vi sono quelle artigianali, come la rinomata produzione di articoli per arredamento, in vimini o in midollino ed anche per la produzione di scarpe fatte a mano.

## Amministrazione
| Periodo           | Periodo           | Primo cittadino      | Partito                             | Carica                  | Note |
| ----------------- | ----------------- | -------------------- | ----------------------------------- | ----------------------- | ---- |
| 1924              | 1926              | Carlo Vico           |                                     | Sindaco                 |      |
| 1926              | 1930              | Carlo Vico           | P.N.F.                              | Podestà                 |      |
| 1930              | 1930              | Massimo Tamburrini   |                                     | Commissario prefettizio |      |
| 1930              | 1933              | Massimo Tamburrini   | P.N.F.                              | Podestà                 |      |
| 1933              | 1933              | Romeo Sparisci       |                                     | Commissario prefettizio |      |
| 1933              | 1935              | Mariano Verzelletti  |                                     | Commissario prefettizio |      |
| 1935              | 1937              | Mariano Verzelletti  | P.N.F.                              | Podestà                 |      |
| 1937              | 1937              | Alfonso Pacioni      |                                     | Commissario prefettizio |      |
| 1937              | 1938              | Ezio Simonelli       |                                     | Commissario prefettizio |      |
| 1938              | 1941              | Ezio Simonelli       | P.N.F.                              | Podestà                 |      |
| 1941              | 1942              | Nazareno Gorbini     |                                     | Commissario prefettizio |      |
| 1942              | 1943              | Nazareno Gorbini     | P.N.F.                              | Podestà                 |      |
| 1943              | 1944              | Carlo Natali         |                                     | Commissario prefettizio |      |
| 1944              | 1944              | Enzo Petrelli        |                                     | Commissario prefettizio |      |
| 1944              | 1944              | Marzio Tamburri      | Comitato di Liberazione Nazionale   | Sindaco                 |      |
| 1944              | 1946              | Francesco Bernasconi | Comitato di Liberazione Nazionale   | Sindaco                 |      |
| 1946              | 1951              | Alfonso Pacioni      | Democrazia Cristiana                | Sindaco                 |      |
| 1951              | 1956              | Carlo Natali         | Democrazia Cristiana                | Sindaco                 |      |
| 1956              | 1960              | Carlo Natali         | lista civica "Leone"                | Sindaco                 |      |
| 1960              | 1964              | Carlo Natali         | lista civica "Leone"                | Sindaco                 |      |
| 1964              | 1970              | Pier Paolo Pacioni   | Democrazia Cristiana                | Sindaco                 |      |
| 1970              | 1975              | Domenico Valori      | lista civica "Leone"                | Sindaco                 |      |
| 1975              | 1980              | Amleto Natali        | lista civica "Leone"                | Sindaco                 |      |
| 1980              | 1985              | Rolando Vissani      | Democrazia Cristiana                | Sindaco                 |      |
| 1985              | 1990              | Rolando Vissani      | Democrazia Cristiana                | Sindaco                 |      |
| 1990              | 1990              | Franco Mari          | lista civica "Leone"                | Sindaco                 |      |
| 1990              | 22 aprile 1995    | Paolo Natali         | lista civica "Leone"                | Sindaco                 |      |
| 23 aprile 1995    | 12 giugno 1999    | Paolo Natali         | lista civica "Leone"                | Sindaco                 |      |
| 16 aprile 2000    | 2 aprile 2005     | Maurizio Castellani  | lista civica "Leone"                | Sindaco                 |      |
| 3 aprile 2005     | 28 marzo 2010     | Maurizio Castellani  | lista civica "Leone"                | Sindaco                 |      |
| 29 marzo 2010     | 31 maggio 2015    | Piera Debora Mancini | lista civica "Leone"                | Sindaco                 |      |
| 1º giugno 2015    | 20 settembre 2020 | Domenico Luciani     | lista civica "Petriolo domani"      | Sindaco                 |      |
| 21 settembre 2020 | in carica         | Matteo Santinelli    | lista civica "Insieme per Petriolo" | Sindaco                 |      |

### Gemellaggi
- Mezőkövesd, dal 5 aprile 2015;[13]

## Sport
Ha sede nel comune la società di calcio San Marco Petriolo, che ha disputato campionati dilettantistici regionali.